# Charles Beauclerk, II duca di St. Albans
Charles Beauclerk, II duca di St Albans (6 aprile 1696 – Londra, 27 luglio 1751), è stato un nobile e politico inglese.

## Biografia
Era il figlio di Charles Beauclerk, I duca di St. Albans, e di sua moglie Lady Diana de Vere.

## Matrimonio
Il 13 dicembre 1722, sposò Lucy Werden, figlia di Sir John Werden, II Baronetto. Ebbero due figli:
- George Beauclerk, III duca di St. Albans (1730-1786)
- Lady Diana Beauclerk (1746-1766), sposò Shute Barrington, figlio del I visconte Barrington).

Dalla sua amante Renee Lennox (1709-1774), figlia illegittima di Charles Lennox, I duca di Richmond e della sua amante Jacqueline de Mezieres, ebbe una figlia:
- Diane Beauclerk-Lennox (1727 -?), che divenne l'amante del barone Alessandro Mompalalao Cuzkeri.

Dalla sua amante Marie-Françoise de la Rochefoucauld, figlia di Casimir-Jean Charles, signore di Fontpastour e Chey, ebbe una figlia:
- Suzanne Beauclerk, che sposò Jean Nolasque, IX marchese di Noves e conte di Mimet.

## Morte
Morì nel 1751, all'età di 55 anni, a Londra e fu sepolto nell'Abbazia di Westminster.

## Ascendenza
|                                                     |                                     |                           | Genitori                |  |  | Nonni |  |  | Bisnonni                                           |  |  | Trisnonni                                        |  |
|                                                     |                                     |                           |                         |  |  |       |  |  | Charles I, re d'Inghilterra, di Scozia e d'Irlanda |  |  | James I, re d'Inghilterra, di Scozia e d'Irlanda |  |
|                                                     |                                     |                           |                         |  |  |       |  |  | Charles I, re d'Inghilterra, di Scozia e d'Irlanda |  |  | James I, re d'Inghilterra, di Scozia e d'Irlanda |  |
|                                                     |                                     | Anna af Danmark           |                         |  |  |       |  |  | Charles I, re d'Inghilterra, di Scozia e d'Irlanda |  |  |                                                  |  |
| Charles II, re d'Inghilterra, di Scozia e d'Irlanda |                                     |                           |                         |  |  |       |  |  | Charles I, re d'Inghilterra, di Scozia e d'Irlanda |  |  |                                                  |  |
|                                                     |                                     | Henriette-Marie de France | Henri IV, re di Francia |  |  |       |  |  |                                                    |  |  |                                                  |  |
|                                                     |                                     | Henriette-Marie de France | Henri IV, re di Francia |  |  |       |  |  |                                                    |  |  |                                                  |  |
|                                                     |                                     | Henriette-Marie de France | Maria de' Medici        |  |  |       |  |  |                                                    |  |  |                                                  |  |
| Charles Beauclerk, I duca di St. Albans             |                                     | Henriette-Marie de France |                         |  |  |       |  |  |                                                    |  |  |                                                  |  |
|                                                     |                                     | Thomas Gwyn               | Edmund Gwyn             |  |  |       |  |  |                                                    |  |  |                                                  |  |
|                                                     |                                     | Thomas Gwyn               | Edmund Gwyn             |  |  |       |  |  |                                                    |  |  |                                                  |  |
|                                                     |                                     | Thomas Gwyn               | …                       |  |  |       |  |  |                                                    |  |  |                                                  |  |
| Eleanor Gwyn                                        |                                     | Thomas Gwyn               |                         |  |  |       |  |  |                                                    |  |  |                                                  |  |
|                                                     |                                     | Eleanor Smith             | …                       |  |  |       |  |  |                                                    |  |  |                                                  |  |
|                                                     |                                     | Eleanor Smith             | …                       |  |  |       |  |  |                                                    |  |  |                                                  |  |
|                                                     |                                     | Eleanor Smith             | …                       |  |  |       |  |  |                                                    |  |  |                                                  |  |
| Charles Beauclerk, II duca di St. Albans            |                                     | Eleanor Smith             |                         |  |  |       |  |  |                                                    |  |  |                                                  |  |
|                                                     | Robert de Vere, XIX conte di Oxford | Hugh de Vere              |                         |  |  |       |  |  |                                                    |  |  |                                                  |  |
|                                                     | Robert de Vere, XIX conte di Oxford | Hugh de Vere              |                         |  |  |       |  |  |                                                    |  |  |                                                  |  |
|                                                     | Robert de Vere, XIX conte di Oxford | Eleanor Walsh             |                         |  |  |       |  |  |                                                    |  |  |                                                  |  |
| Aubrey de Vere, XX conte di Oxford                  | Robert de Vere, XIX conte di Oxford |                           |                         |  |  |       |  |  |                                                    |  |  |                                                  |  |
|                                                     |                                     | Beatrix van Hemmema       | Sijerck van Hemmema     |  |  |       |  |  |                                                    |  |  |                                                  |  |
|                                                     |                                     | Beatrix van Hemmema       | Sijerck van Hemmema     |  |  |       |  |  |                                                    |  |  |                                                  |  |
|                                                     |                                     | Beatrix van Hemmema       | …                       |  |  |       |  |  |                                                    |  |  |                                                  |  |
| Diana de Vere                                       |                                     | Beatrix van Hemmema       |                         |  |  |       |  |  |                                                    |  |  |                                                  |  |
|                                                     |                                     | George Kirke              | George Kirke            |  |  |       |  |  |                                                    |  |  |                                                  |  |
|                                                     |                                     | George Kirke              | George Kirke            |  |  |       |  |  |                                                    |  |  |                                                  |  |
|                                                     |                                     | George Kirke              | …                       |  |  |       |  |  |                                                    |  |  |                                                  |  |
| Diana Kirke                                         |                                     | George Kirke              |                         |  |  |       |  |  |                                                    |  |  |                                                  |  |
|                                                     |                                     | Mary Townshend            | Aurelian Townshend      |  |  |       |  |  |                                                    |  |  |                                                  |  |
|                                                     |                                     | Mary Townshend            | Aurelian Townshend      |  |  |       |  |  |                                                    |  |  |                                                  |  |
|                                                     |                                     | Mary Townshend            | Anne Wythes             |  |  |       |  |  |                                                    |  |  |                                                  |  |
|                                                     |                                     | Mary Townshend            |                         |  |  |       |  |  |                                                    |  |  |                                                  |  |